# ديفينتلي مايبي (تسجيل)
ديفينتلي مايبي (بالإنجليزية: Definitely Maybe)‏ هو أول تسجيل لفرقة الروك البريطانية أوايزيس، صدر في 30 أوت 1994. يعتبره الكثير من فناني الساحة الفنية الجديدة كمرجعية لهم ولأعمالهم، أعرب أعضاء أوايزيس في عديد من المناسبات أنه التسجيل المفضل على الإطلاق بالنسبة إليهم ضمن جميع ما أصدرته الفرقة فيما بعد لاحتوائه على العديد من أحسن أعمال الفرقة كليف فورفر، سيغارات أند ألكهول، روكنرول ستار، ماريد ويذ شلدرن، سلايد أواي.

## النشأة ثم الصدور
البداية كانت مع إمضاء الفرقة لدار التسجيل كرياشن عام 1993 وإصدار مقطوعة كولمبيا كتسجيل محدود التوزيع موجه للصحافيين وللإذاعات حصرا أما أول مقطوعة موجهة للجمهور فكانت مقطوعة سوبرسونيك الصادرة يوم 11 أفريل 1994 والمتربعة على المرتبة 31 من ترتيب الشارتس والمحققة للإجماع بخصوص نوعيتها عند النقاد والصحافة المتخصصة حاصدة أصداءا إيجابية في معظم الأحوال.

## الصدور وأصداءه
صدر التسجيل يوم 30 أوت 1994 محققا رقم مبيعات وصل ل 100 ألف نسخة في الأربعة أيام الأولى و 150 ألف نسخة في الأسبوع الأول من طرحه في السوق مما سمح له باعتلاء قمة المبيعات ببريطانيا يوم 04 سبتمبر مصبحا بذلك التسجيل الذي راج في أقل مدة ممكنة في التاريخ.

## تكريمات وجوائز
تم تصنيف التسجيل في المرتبة الرابعة عشر ضمن أحسن التسجيلات لكل الأوقات وفق سبر للآراء نظمته أتش أم في، شانل 4 , ذ غارديان وكلاسيك أفي أم. أما في 2005 فقد تم تصنيف الأغنية في المرتبة السادسة من ضمن مئة أفضل تسجيلات التاريخ. 
في سبر للآراء تم القيام به مؤخرا من طرف أن أم إي تم تصنيف التسجيل كأحسن تسجيل لكل الأوقات متقدما على سرجنت بيبر لونلي هارت كلوب باند للبيتلز وريفولفر للبيتلز أيضا الذي حل ثالثا. 

## قائمة المقطوعات
جميع مقطوعات التسجيل من تأليف وتلحين ناول غلاغر 

### النسخة الأصلية
1. روكنرول ستار - 5:22
2. شاكرماكر- 5:08
3. ليف فورفر - 4:36
4. أب إن ذ سكاي - 4:28
5. كولمبيا - 6:17
6. سوبرسونيك - 4:43
7. برينغ إت أون داون - 4:17
8. سيغارات أند ألكهول - 4:49
9. ديغسيز دينر - 2:32
10. سلايد أواي - 6:32
11. مارييد ويذ تشيلدرن - 3:11